# Chiesa di Santa Maria del Prato (Genova)
La chiesa di Santa Maria del Prato è un luogo di culto cattolico situato nel quartiere di Albaro, in via Giuseppe Parini, nel comune di Genova nella città metropolitana di Genova. L'edificio è ubicata all'angolo con piazza Giacomo Leopardi (l'antico "prato pubblico" di San Francesco d'Albaro che le dà il nome), a poca distanza dalla parrocchiale di San Francesco d'Albaro.

## Storia
La chiesa, in stile romanico, fu fondata nel 1172 dai canonici regolari di Santa Croce di Mortara, detti Mortariensi, grazie al finanziamento del console Sigismondo Muscola e di altri ricchi cittadini genovesi, in particolare Angelerio Camilla ed un certo Blancardo, che ottennero il privilegio di esservi sepolti.
Tra i fondatori, i primi due appartenevano a importanti famiglie genovesi e in quel difficile contesto storico, grazie alla loro influenza, svolsero un ruolo attivo per il mantenimento degli equilibri fra le fazioni comunali, sullo sfondo della lotta tra papato ed impero. Blancardo era invece un ricco commerciante, espressione dei nuovi ceti mercantili emergenti.
Dalla sua edificazione e per circa quattro secoli la chiesa fu denominata "Santa Maria d'Albaro", ma per la sua collocazione al centro del vasto prato pubblico, fino al XVIII secolo quasi completamente disabitato, veniva popolarmente detta "Santa Maria del Prato", denominazione che nel tempo divenne quella ufficiale.
I mortariensi, confluiti nel 1449 nella congregazione lateranense, nel XVII secolo lasciarono la chiesa, che da allora venne data in commenda ad ecclesiastici secolari; per il complesso ebbe inizio un periodo di decadenza.
Secondo il Remondini già quando fu visitata da monsignor Francesco Bossi nel 1582 versava in cattive condizioni, e un secolo più tardi, nel 1699, a causa di danni nella muratura di levante, venne eliminato il coro. Sempre nel 1699 fu demolito anche il colonnato dell'attiguo chiostro.
Nel 1718 Carlo Maria De Fornari, già vescovo di Aleria e di Albenga, ottenne da papa Clemente XI il giuspatronato della chiesa a favore della sua famiglia. Lo stesso De Fornari, nominato nel 1730 priore ed abate di Santa Maria del Prato, fece restaurare la chiesa, trasformando la sobria struttura romanica in forme barocche. Questa operazione, pur snaturando le linee originali dell'edificio ha tuttavia contribuito alla sua conservazione, permettendone in tempi recenti il recupero.
Durante l'assedio di Genova del 1800 la chiesa fu espropriata dal governo napoleonico e trasformata in scuderia. Ma già nel 1804 i De Fornari ottennero di poterla riaprire al culto, e godette di un discreto benessere fin verso la metà del secolo quando, venute meno le fortune economiche dei De Fornari diminuirono le entrate dell'abbazia, che sopravvisse comunque dignitosamente fino al 1880 sotto la guida dell'ultimo abate, Francesco Poggi. Mancato questi nel giugno di quell'anno, la chiesa fu chiusa al culto fino al 1888, quando fu acquistata dalle monache clarisse, che abitarono l'attiguo convento per circa quarant'anni.
Nel 1935 anche le clarisse abbandonarono il convento e la chiesa venne nuovamente chiusa. Negli anni immediatamente successivi il complesso fu oggetto di uno studio a cura della Soprintendenza ai Beni Artistici, a seguito del quale fu elaborato dall'architetto Carlo Ceschi un progetto di recupero del primitivo assetto medioevale. Il progetto si basava esclusivamente sul ripristino delle strutture antiche di cui si disponeva di informazioni certe in base a rilievi archeologici e testimonianze documentali, escludendo a priori ogni rifacimento di tipo interpretativo, a cui invece si era spesso fatto ricorso nell'Ottocento.
I lavori iniziarono nel 1940 ma dovettero essere sospesi due anni dopo causa della guerra; ripresi nel 1947 terminarono nel 1951 quando fu completato anche il restauro del campanile. Con questi lavori le strutture originali vennero liberate da intonaci e sovrastrutture del restauro settecentesco, riportando alle sue linee essenziali uno dei più importanti monumenti romanici di Genova.
Il complesso nel frattempo era divenuto sede della casa generalizia delle Suore dell'Immacolata, dette "immacolatine". Nel 1950, alla conclusione dei lavori di restauro, nella cripta della chiesa venne collocata la tomba di Agostino Roscelli, fondatore delle immacolatine, canonizzato da papa Giovanni Paolo II nel 2001.
La chiesa non è regolarmente officiata, ma vi si tengono funzioni religiose in occasioni particolari ed è comunque aperta alla domenica nel pomeriggio con visite guidate.

## Descrizione

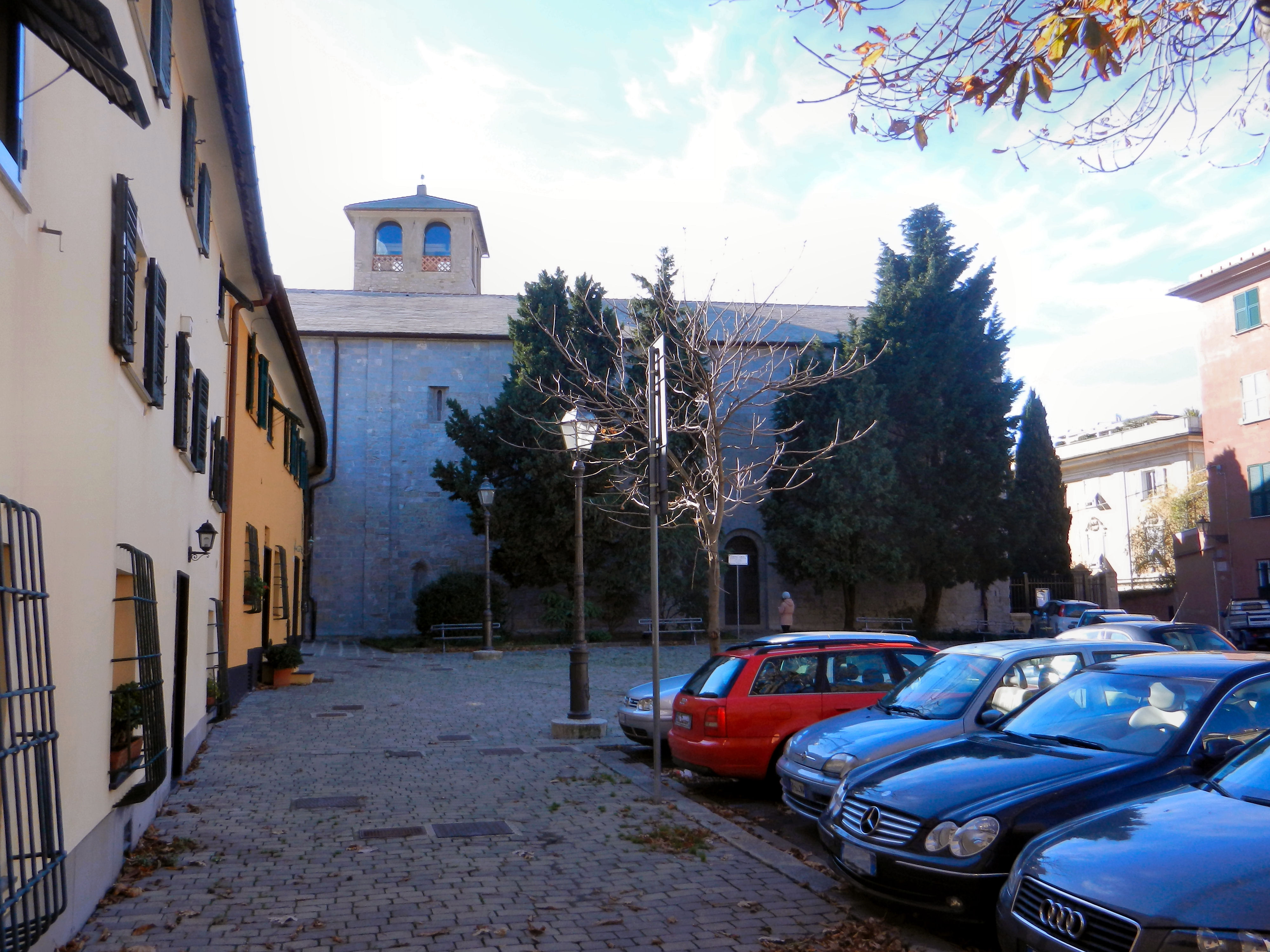
Uno scorcio di piazza Leopardi con il prospetto laterale della chiesa e il campanile

La chiesa di Santa Maria del Prato si presenta oggi nell'originale struttura romanica, con influssi gotici. L'edificio è in conci squadrati di pietra calcarea ed ha il tetto a capanna. Situata all'angolo tra piazza Leopardi e via Parini, ha la facciata rivolta verso quest'ultima, mentre dal lato della piazza mostra il prospetto settentrionale, completamente disadorno, con alcune strette monofore ed una piccola porta, accesso secondario alla chiesa.

### Esterno

#### Facciata
La facciata, rivolta a ponente, è tripartita da due lesene; il portale strombato ha l'architrave in pietra ornato da una cornice di foglie e ai lati due fasci di colonnine marmoree, sormontate da capitelli corinzi ornati da elementi fitomorfi che riprendono il disegno di quelli dell'architrave.
L'arco del portale fa da cornice a una lunetta con un affresco raffigurante la Madonna Odigitria fra due angeli. Il dipinto, di influsso bizantino, restaurato nel 2010, costituisce oggi l'unica decorazione pittorica della chiesa. Si tratta in realtà di una semplice pittura murale, realizzata in un'unica soluzione, secondo criteri non completamente corrispondenti alla tecnica canonica del vero e proprio affresco.
In alto nella facciata si apre un finestrone con arco ogivale, delineato da conci di pietra bicolori, con ai lati due monofore.

#### Absidi
Le tre absidi aggettanti hanno forma semicircolare e sono decorate nella parte superiore da un coronamento di archetti pensili. Nella muratura in pietra si apre una serie di monofore, sei sull'abside centrale e due su ciascuna delle laterali.

#### Campanile
Il massiccio campanile, a base quadrata, si innalza sul lato destro del presbiterio. La parte inferiore presenta conci di pietra irregolarmente squadrati, mentre la parte superiore, dove si trova la cella campanaria con otto finestroni ad archi a tutto sesto, è l'unico elemento dell'edificio ricostruito, arbitrariamente, in mattoni intonacati. Sui lati del campanile si aprono alcune bifore a sesto acuto con capitelli e colonnine originali o ricostruite sul modello di quelle.

### Interno
La chiesa ha pianta basilicale a tre navate, ciascuna con una propria abside, separate da due file di pilastri cruciformi, in stile romanico-lombardo, formati da un blocco a base quadrata sormontati da due semicolonne in senso longitudinale e due paraste in quello trasversale. I capitelli sono sferocubici, di piccole dimensioni rispetto all'altezza dei pilastri. La copertura è a capriate e il pavimento in piastrelle di marmi bicolori. Nel muro della navata destra si trova una grande apertura, chiusa da una grata, fatta realizzare dalle clarisse alla fine dell'Ottocento per poter assistere alle funzioni religiose da un locale dell'attiguo convento.
Oggi nella chiesa non sono presenti opere d'arte; il Remondini nella sua descrizione, intorno al 1880, parla di otto tele a soggetto religioso del gesuita Giuseppe Castiglione, già nel refettorio del collegio dei gesuiti di Sant'Ignazio in Carignano (oggi sede dell'Archivio di Stato di Genova) e di due dipinti di pittrici dell'Ottocento, un San Tommaso apostolo di Rosa Bacigalupo Carrea (1794-1854) e un San Luigi di Luigia Piaggio (1832–1865), oltre ad un piccolo ritratto della beata Maria Vittoria De Fornari Strata.
Nel chiostro attiguo sono conservati un medaglione con ritratto e la lapide del monumento funebre di Costanza De Fornari Raimondi, oggi disperso, realizzato nel 1816 da Bartolomeo Carrea.

#### Presbiterio
Il presbiterio, preceduto da un breve transetto, è suddiviso su due livelli: quello superiore, tripartito da due arcate, e quello inferiore, impropriamente denominato cripta, anch'essa tripartita, ad un livello di poco inferiore a quello delle navate, da cui vi si accede attraverso quattro gradini. La cripta ha volte a crociera in mattoni intonacati. Una scala in pietra raccorda direttamente i due livelli. Nella cripta è collocata la tomba di sant'Agostino Roscelli.

### Chiostro
Il chiostro, a pianta quadrata, si trova alla destra della chiesa. Solo la massicciata di base è originale, mentre il porticato colonnato, in assenza di documentazione sulla sua struttura originale è stato ricostruito in stile moderno.